# Diavik Airport
Diavik Airport är en flygplats i Kanada.   Den ligger i territoriet Northwest Territories, i den centrala delen av landet, 3 000 km nordväst om huvudstaden Ottawa. Diavik Airport ligger 462 meter över havet. Den ligger vid sjöarna  Duchess Lake och Lac de Gras.
Terrängen runt Diavik Airport är huvudsakligen platt. Diavik Airport ligger uppe på en höjd. Trakten runt Diavik Airport är nära nog obefolkad, med mindre än två invånare per kvadratkilometer.. Det finns inga samhällen i närheten.